# Kurhannik
Kurhannik (Buteo rufinus) – gatunek dużego ptaka drapieżnego z rodziny jastrzębiowatych (Accipitridae), zamieszkujący południowo-wschodnią Europę, Bliski Wschód, Azję Środkową oraz północną Afrykę. Ptaki występujące najbardziej na północy wędrują.
Do Polski zalatuje regularnie (do końca 2015 stwierdzony 287 razy, łącznie obserwowano 320 osobników). Zwiększenie liczby pojawów w ostatnich latach skłoniło Komisję Faunistyczną Sekcji Ornitologicznej Polskiego Towarzystwa Zoologicznego do usunięcia kurhannika z dniem 01.01.2016 z listy gatunków podlegających weryfikacji.

## Taksonomia

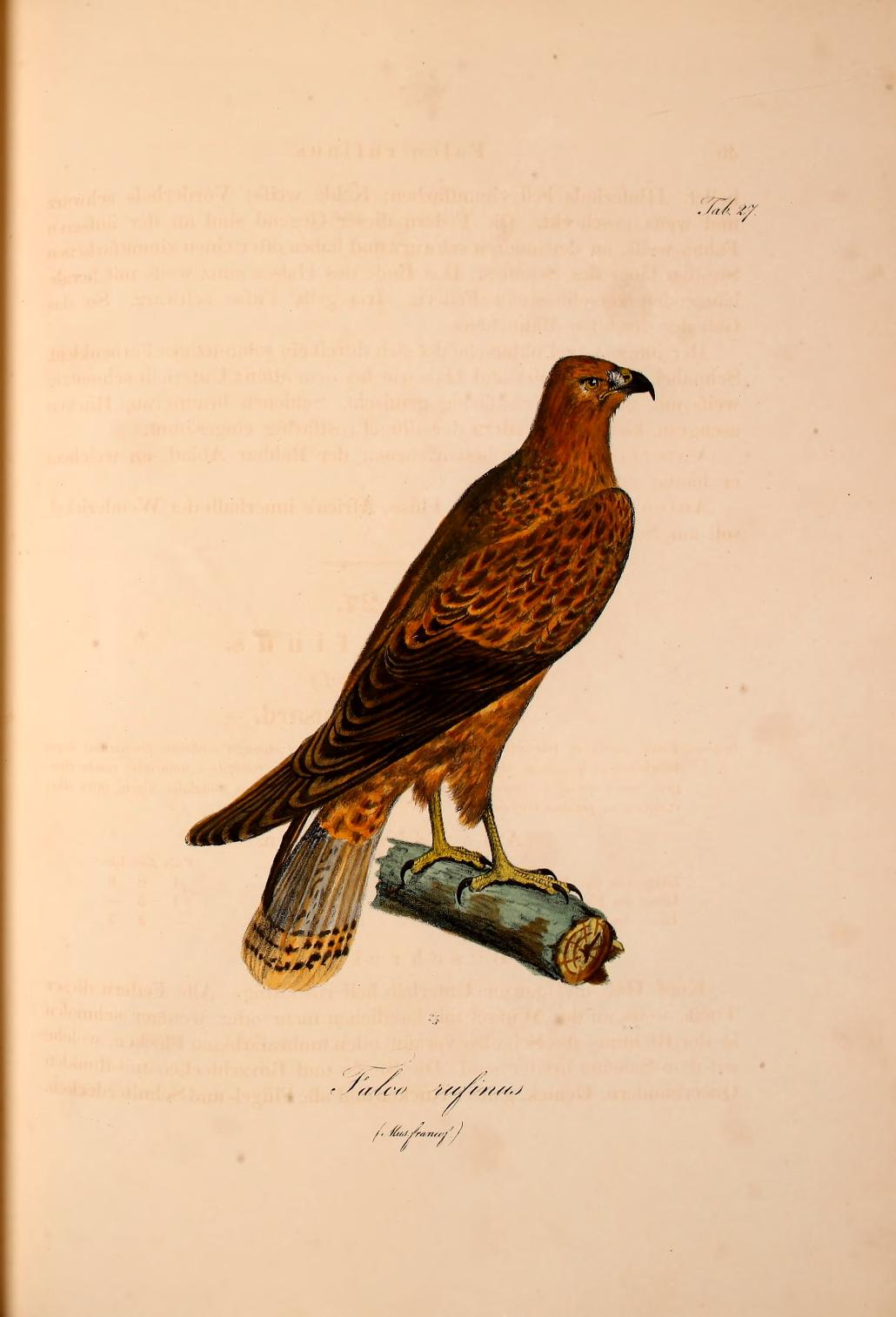
Ilustracja załączona do pierwszego opisu w Atlas zu der Reise im nördlichen Afrika

Po raz pierwszy gatunek opisał niemiecki lekarz Philipp Jakob Cretzschmar w publikacji Atlas zu der Reise im nördlichen Afrika wydanej drukiem w 1829. Do opisu dołączona była tablica barwna. Autor nie wskazał miejsca odłowienia holotypu, a jedynie kilka siedlisk, z których pochodziły badane ptaki – Nubię, Szandi, Sannar oraz Abisynię (dzisiejsza Etiopia). Nowemu gatunkowi nadał nazwę Falco rufinus. Obecnie (2023) Międzynarodowy Komitet Ornitologiczny (IOC) umieszcza gatunek w rodzaju Buteo.
Systematyka kurhannika jest sporna. IOC wyróżnia dwa podgatunki: kurhannika zwyczajnego (B. r. rufinus) i kurhannika jasnego (B. r. cirtensis), podobnie jak i autorzy Handbook of the Birds of the World. Niektórzy autorzy włączają do tego taksonu jeszcze kurhannika zielonoprzylądkowego (B. (r.) bannermani) i sokotrzańskiego (B. (r.) socotraensis), którego systematyce poświęcono artykuł naukowy z 2010 roku. Sokotrzańska populacja długo była przeoczana w świecie nauki, choć odkryto ją już podczas wyprawy w 1898–1899. Problemy z systematyką w obrębie rodzaju Buteo należą do najbardziej palących wśród ptaków Starego Świata. Według badań DNA zarówno populacja z Wysp Zielonego Przylądka, jak i Sokotry najbliżej spokrewnione są z kurhannikiem (zbadano jednak wyłącznie DNA pozachromosomowe). B. (r.) socotraensis nie tworzy jednak grupy monofiletycznej z B. (r.) bannermani, a jest innego pochodzenia, co sugeruje rozdział na dwa gatunki. Zdaniem badaczki A. Gamauf możliwe, że kurhannik sokotrzański jest hybrydą między kurhannikiem a myszołowem wschodnim (B. buteo vulpinus).

## Podgatunki i zasięg występowania
Systematyka za Kompletną listą ptaków świata P. Mielczarka i M. Kuziemki:
- B. (r.) rufinus (Cretzschmar, 1829) – gniazdują w południowo-wschodniej Europie, Turcji, Izraelu na wschód przez Zakaukazie, Iran, Afganistan i środkową Azję po północno-zachodnie Chiny, północny Pakistan oraz północno-zachodnie Indie (Kaszmir); zimowiska w północno-wschodniej Afryce, na Bliskim Wschodzie, w Pakistanie oraz północnych Indiach po Bangladesz[2]
- B. (r.) cirtensis (J. Levaillant, 1850) – północna Afryka, od północno-zachodniej Mauretanii po Egipt i Półwysep Arabski (najprawdopodobniej właśnie ten podgatunek); niedawno odnotowano lęgi w południowej Hiszpanii (w pobliżu Cieśniny Gibraltarskiej) oraz we Włoszech (na wyspie Pantelleria)[2]
- B. (r.) bannermani Swann, 1919 – Wyspy Zielonego Przylądka[3]
- B. (r.) socotraensis Porter & Kirwan, 2010 – Sokotra[3]

## Morfologia
Długość ciała wynosi 43–62 cm; masa ciała samców 590–1281 g, samic 945–1760 g; rozpiętość skrzydeł 112–160 cm. Występuje polimorfizm. Wśród kurhanników podgatunku nominatywnego występują trzy odmiany barwne – jasna, rdzawa i ciemna, przy czym dwie pierwsze trudno odróżnić w terenie. Podobne są także do myszołowa wschodniego, od którego są jednak większe, mają także proporcjonalnie dłuższe skrzydła. U reprezentantów obydwu odmian występuje rdzawy, jasny ogon (niekiedy z ciemniejszą końcówką), łatwo dostrzegalne czarne plamy nadgarstkowe, czarne pasy końcowe na skrzydłach oraz, widoczne od spodu, białe nasady lotek I rzędu. U ptaków jasnej odmiany zawsze występuje jasna głowa, pierś i stopniowo ciemniejący brzuch; często spotyka się te cechy także i ptaków rdzawych. Młode kurhanniki mają nie rdzawy, a szaropłowy, prążkowany ogon, podobny jak u niektórych myszołowów wschodnich. Kurhanniki odmiany ciemnej są spotykane we wschodnich częściach areału. Ich tułów i pokrywy skrzydłowe są czarniawe, lotki i sterówki pokryte są białymi prążkami. U przedstawicieli podgatunku B. r. cirtensis nie występuje odmiana ciemna. Ptaki tego podgatunku wyróżnia rdzawy brzuch i nogawice. Są mniejsze niż osobniki podgatunku nominatywnego.

## Ekologia i zachowanie
Kurhanniki występują na stepach, kamienistych obszarach, otwartych lasach lub lasach z przecinkami. Na Sokotrze zasiedlają zbocza i płaskowyże, zwykle tam, gdzie znajdują się głębokie wąwozy; głównie między 15 a 800 m n.p.m., jednak odnotowywane tam od poziomu morza do 1370 m n.p.m. Zdają się nie polegać na drzewach, a używać do rozrodu na tej wyspie stromych klifów. Przeważnie kurhanniki milczą. Ich głos przypomina ten myszołowa włochatego (B. lagopus), jednak krótszy, o łagodniejszym brzmieniu. Pożywieniem tych szponiastych są małe ssaki, np. suwaki (Meriones), szczury, ryjówki, młode króliki i zające, szczekuszkowate oraz drobne gady.

### Lęgi

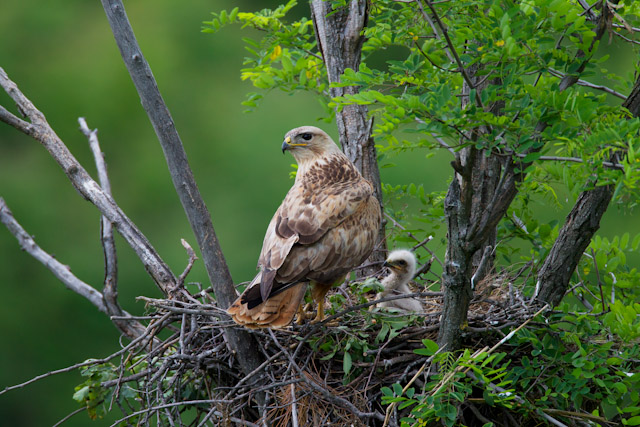
Samiec z młodymi

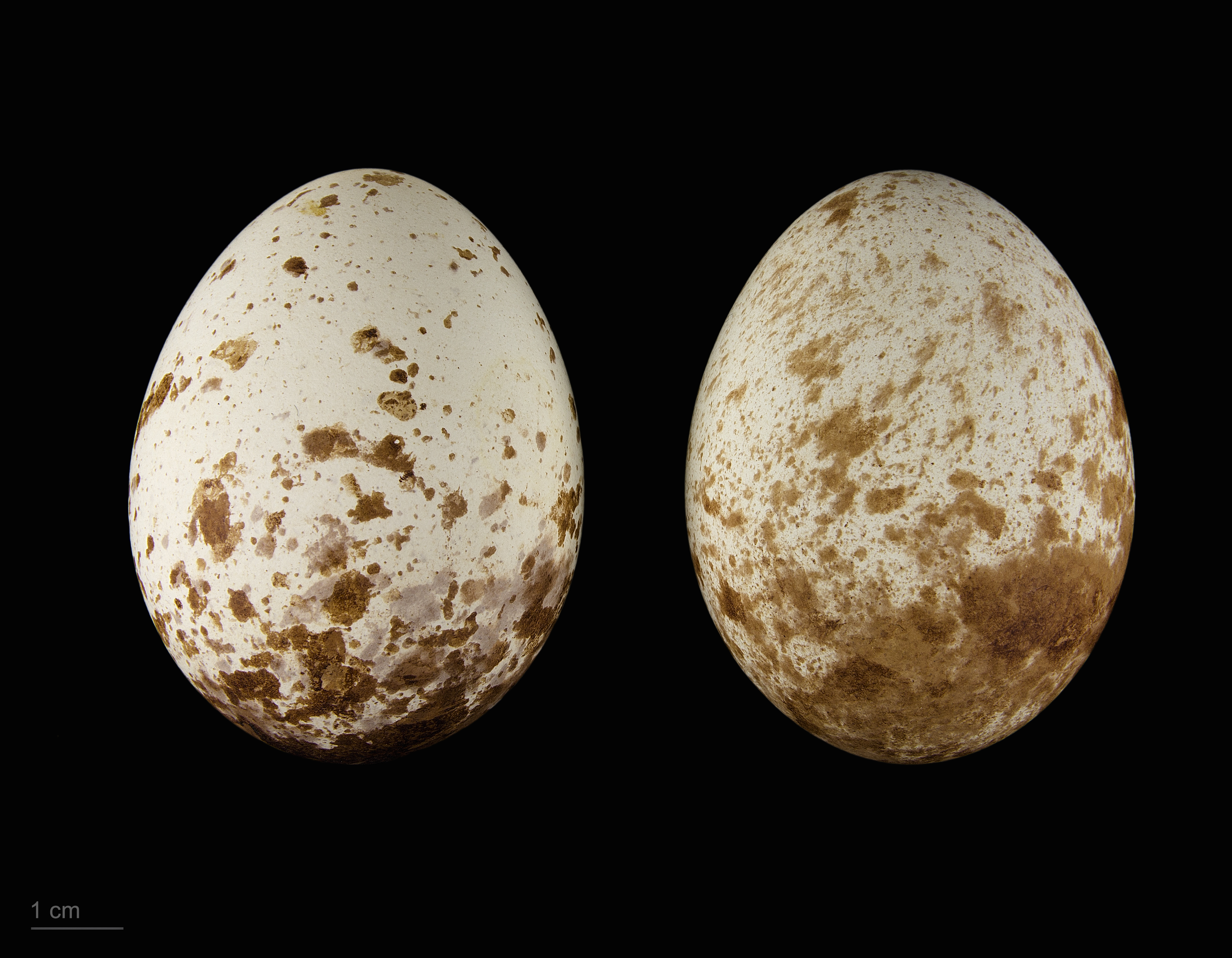
Jaja z kolekcji muzealnej

Okres składania jaj trwa głównie w marcu i kwietniu; w nadbrzeżnych regionach Maroka rozpoczyna się już w styczniu. Gniazdo umieszczone jest na skałach, drzewach lub krzewach (jak Haloxylon ammodendron, wiąz drobnolistny [Ulmus parvifolia] i tamaryszek [Tamarix]) albo ludzkiej konstrukcji, np. słupie wysokiego napięcia. Zwykle ptaki używają go kilka lat z rzędu, co roku naprawiając. Zniesienie liczy 2–5 jaj. Inkubacja trwa blisko 40 dni; rozpoczyna się wraz ze złożeniem pierwszego jaja. Młodymi ptakami opiekują się obydwa ptaki z pary.

## Status, zagrożenia i ochrona
IUCN uznaje kurhannika za gatunek najmniejszej troski (LC, Least Concern) od 2011 roku (stan w 2020). Liczebność światowej populacji szacowana jest na 100–500 tysięcy dorosłych osobników, a jej trend uznawany jest za stabilny. Kurhannik sokotrzański klasyfikowany jest przez IUCN odrębnie; od 2011 roku ma status narażonego (VU, Vulnerable). W 2010 roku populacja wynosiła szacunkowo mniej niż 1000 osobników; trend liczebności oceniany jest jako spadkowy.
Na terenie Polski gatunek ten jest objęty ścisłą ochroną gatunkową.
W Izraelu w latach 50. XX wieku populacja została przetrzebiona przez zatrucia pestycydami. Współcześnie zagrożeniem dla tych ptaków zdaje się być rozwój elektrowni wiatrowych oraz wycinka drzew. W Bułgarii kurhannikom zaszkodził szczególnie rozwój sadownictwa.